# Entraînement à la vapeur

Schéma d'un montage d'entraînement à la vapeur.

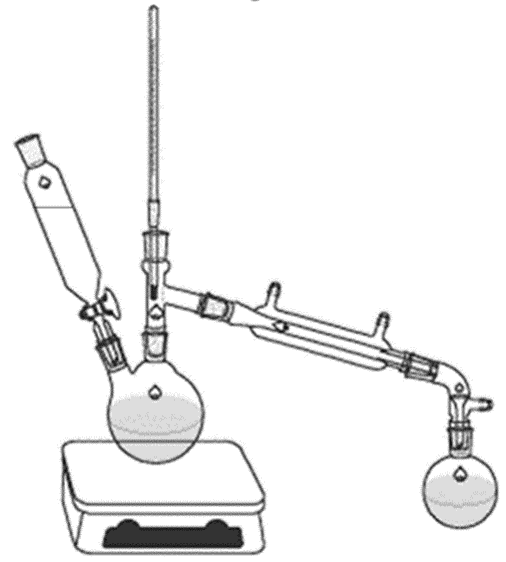
Schéma d'un montage d'hydrodistillation. L'ampoule à brome est utilisée pour la recharge en eau.

Ne doit pas être confondu avec Extraction à la vapeur.
 (décembre 2017).
Si vous disposez d'ouvrages ou d'articles de référence ou si vous connaissez des sites web de qualité traitant du thème abordé ici, merci de compléter l'article en donnant les références utiles à sa vérifiabilité et en les liant à la section « Notes et références ».
L'entraînement à la vapeur d'eau et l'hydrodistillation sont des procédés d'extraction ou de séparation de certaines substances organiques parmi les plus anciens, apportés par les Arabes au IXe siècle. Cette opération s'accomplit dans un alambic. La méthode est fondée sur l'existence d'un hétéroazéotrope de température d'ébullition inférieure aux points d’ébullition des deux composés purs pris séparément.
Ces deux termes n'ont pas la même signification. « Hydrodistillation » désigne la distillation d’un mélange hétérogène d’eau et d’un liquide organique. Au cours d'un entraînement à la vapeur, un flux de vapeur d'eau est injecté au contact d'un liquide organique. Ce dernier est chauffé par la vapeur d’eau puis distillé avec elle.
Le but est d'emporter avec la vapeur d'eau les constituants volatils des produits bruts. La vapeur détruit la structure des cellules végétales, libère les molécules contenues et entraîne les plus volatiles en les séparant du substrat cellulosique. La vapeur, chargée de l'essence de la matière première distillée, se condense dans le serpentin de l'alambic avant d'être récupérée dans un essencier (vase de décantation pour les huiles essentielles). Les parties insolubles dans l'eau de condensation sont décantées pour donner l'huile surnageante (ou huile essentielle). La partie contenant les composés hydrosolubles est appelée eau de distillation (ou hydrolat). On recueille alors un mélange de composition défini de ces deux produits.
En parfumerie, on distingue les produits au fur et à mesure de la distillation, on recueille alors dans l'ordre d'abord une « note de tête », une « note de cœur » et une « note de queue ».
La distillation donne une huile essentielle brute qui peut être affinée par rectification. Cette opération consiste à distiller une essence ou absolue dans une boule à vide pour la raffiner. Le vide permet d'obtenir une ébullition à basse température : on peut ainsi récupérer, seules, les parties des molécules désirées. Par le même type de procédé, le fractionnement permet d'isoler certains éléments nobles des huiles essentielles brutes.
L’entraînement à la vapeur est applicable aux composés peu ou pas solubles dans l'eau, dotés d'une tension de vapeur assez importante vers les 100 °C. Toutes les matières premières aromatiques naturelles ne peuvent pas donner de l’huile essentielle par ce procédé. Par exemple, on ne peut pas traiter les fleurs de jasmin par distillation car son parfum complexe et délicat est en grande partie détruit à la température d’ébullition de l’eau (et même en dessous) et plusieurs constituants caractéristiques subissent par hydrolyse une altération profonde. Dans ce cas, on préfère utiliser des procédés d’extraction aux solvants volatils.
L’avantage de cette technique réside en l'abaissement de la température de distillation ; les composés sont donc entraînés à des températures beaucoup plus basses que leur température d’ébullition, ce qui évite leur décomposition. Ainsi, des substances ayant de hauts points d’ébullition peuvent être extraites. Cette méthode est particulièrement utilisée en parfumerie, par exemple pour extraire l'huile essentielle de rose ou du bois de santal comme le montre l'image ci-dessous.

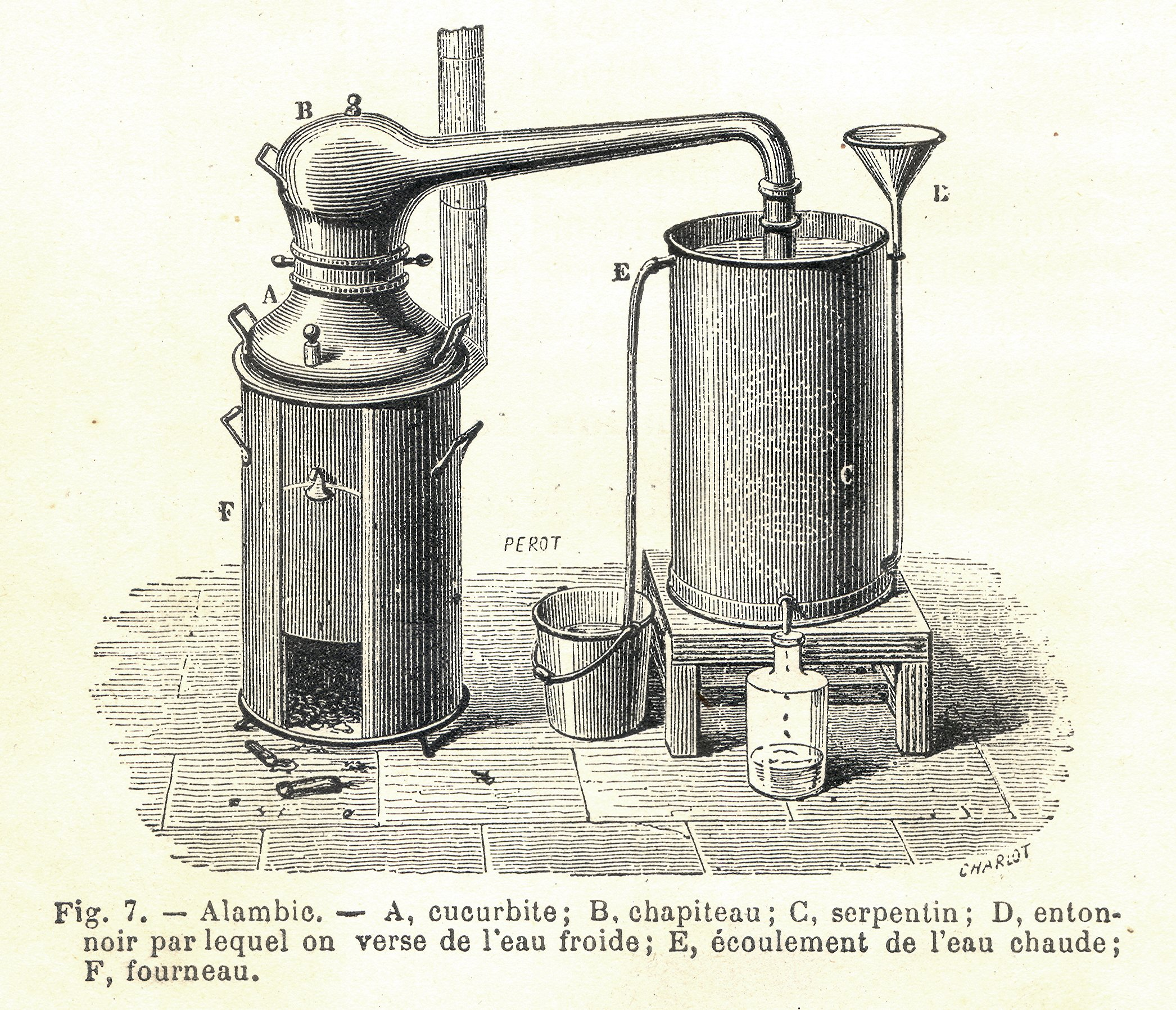
Schéma d'un alambic.
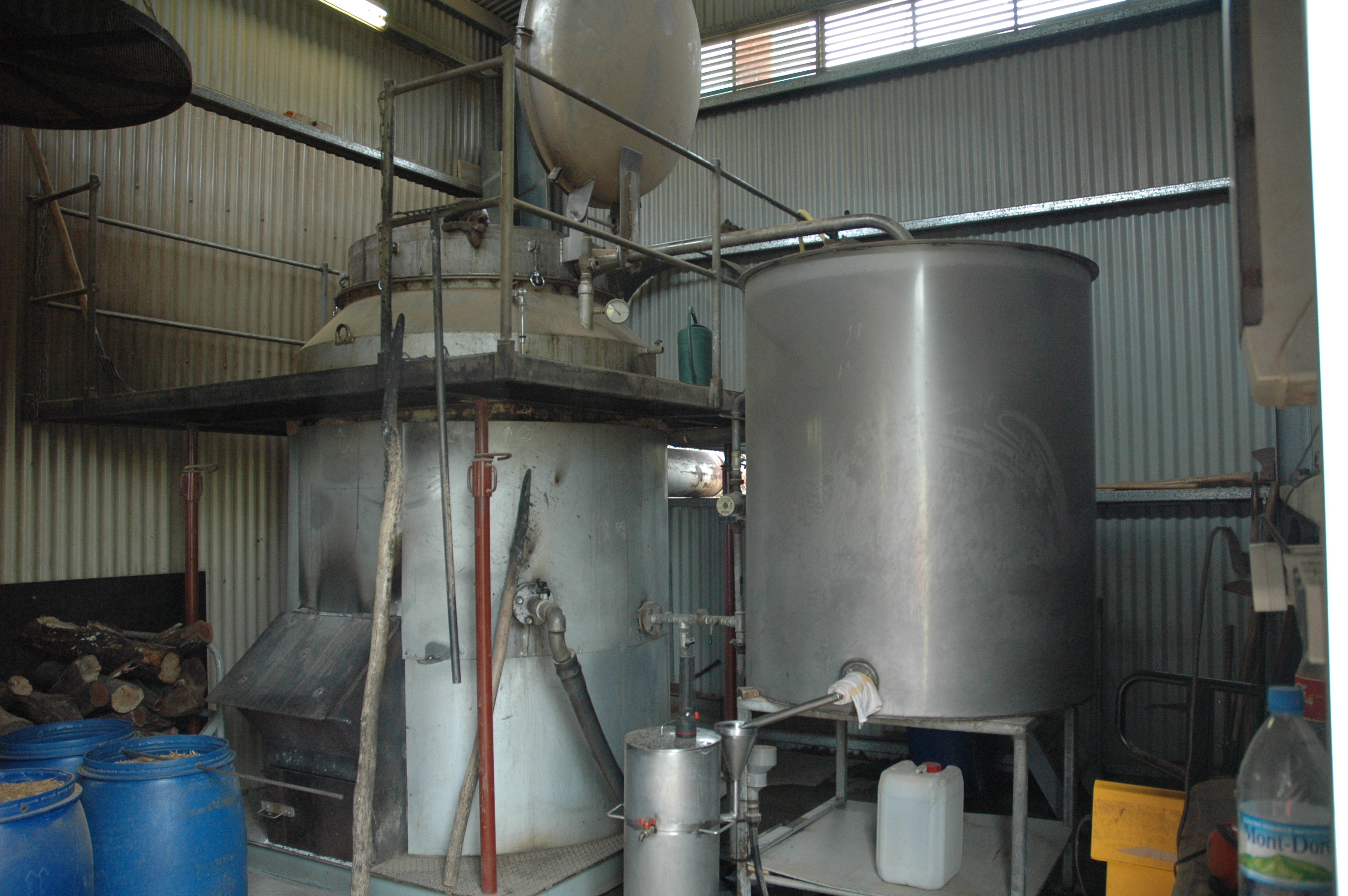
Hydrodistillation du bois de Santal.
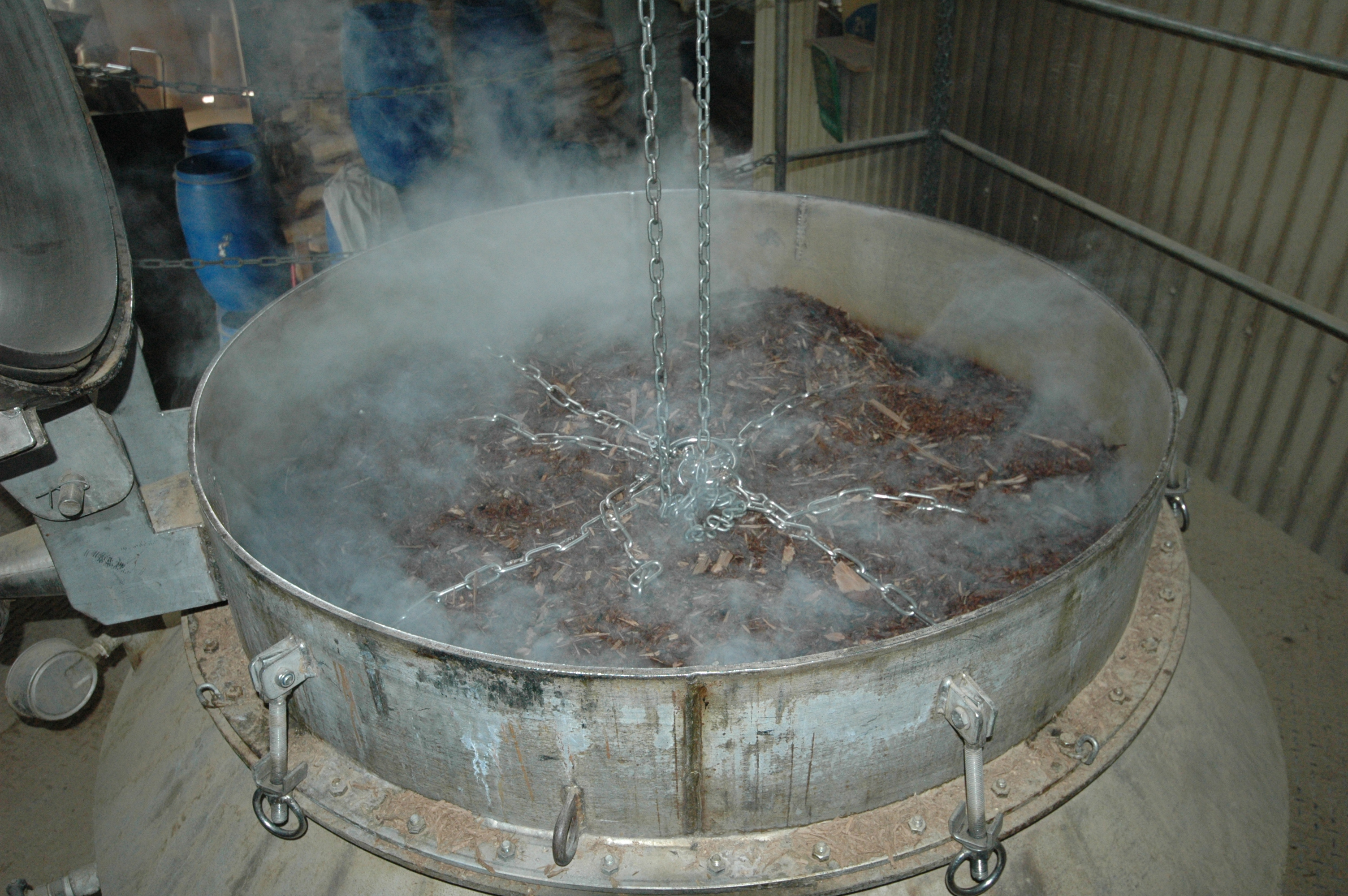
Alambic dans lequel est réalisé l'opération.